# Камалдоли (Ђенова)
Камалдоли је насеље у Италији у округу Ђенова, региону Лигурија.
Према процени из 2011. у насељу је живело 204 становника. Насеље се налази на надморској висини од 288 м.